# Freie Stadt Mainz

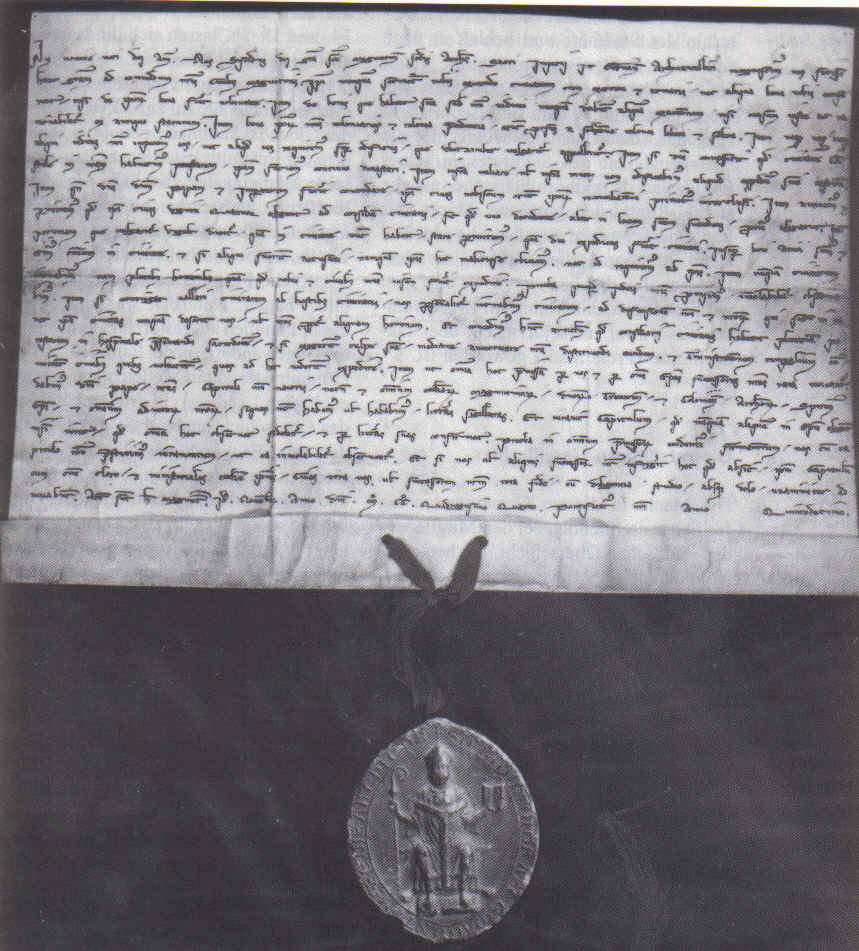
Le privilège de la ville de Siegfried III. de Eppstein à partir de 1244.

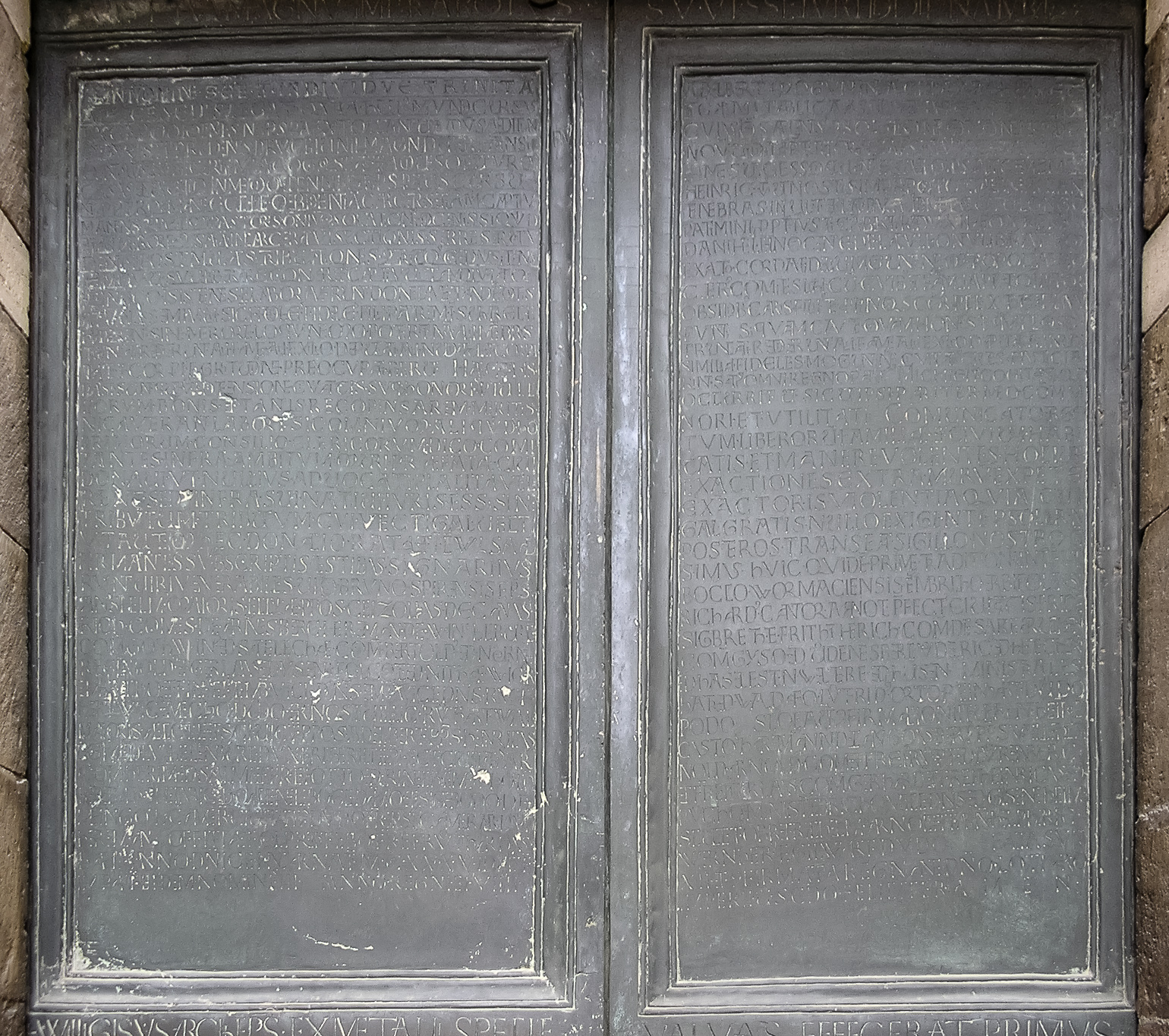
Les privilèges de liberté d'Adalbert I de Sarrebruck, enterrée dans les portes de bronze de Willigis (aujourd'hui le portail du marché de la cathédrale de Mayence).

Le titre Freie Stadt Mainz (en français : « ville libre de Mayence ») décrit l'histoire de la ville depuis l'octroi du privilège de liberté par l'archevêque Siegfried III d'Eppstein en 1244 jusqu'à la fin Conflit ecclésiastique de Mayence en 1462. Il ne faut pas confondre le terme ville libre (Freie Stadt) avec celui de ville impériale. À partir du Moyen Âge, les villes libres étaient des villes qui pouvaient plus ou moins s'émanciper de leur règne épiscopal. 
Étant donné que ce terme n'est pas décrit de manière institutionnelle dans la constitution du Reich, le terme „ville libre“ doit être précisé pour chaque cas individuel. Dans le cas de la ville de Mayence l'archevêque avait conservé des droits individuels en tant que seigneur de la ville. L'époque de la ville libre, en particulier l'époque jusqu'en 1328, est considérée comme l'apogée de l'histoire de Mayence. 

## Histoire

### Préhistoire

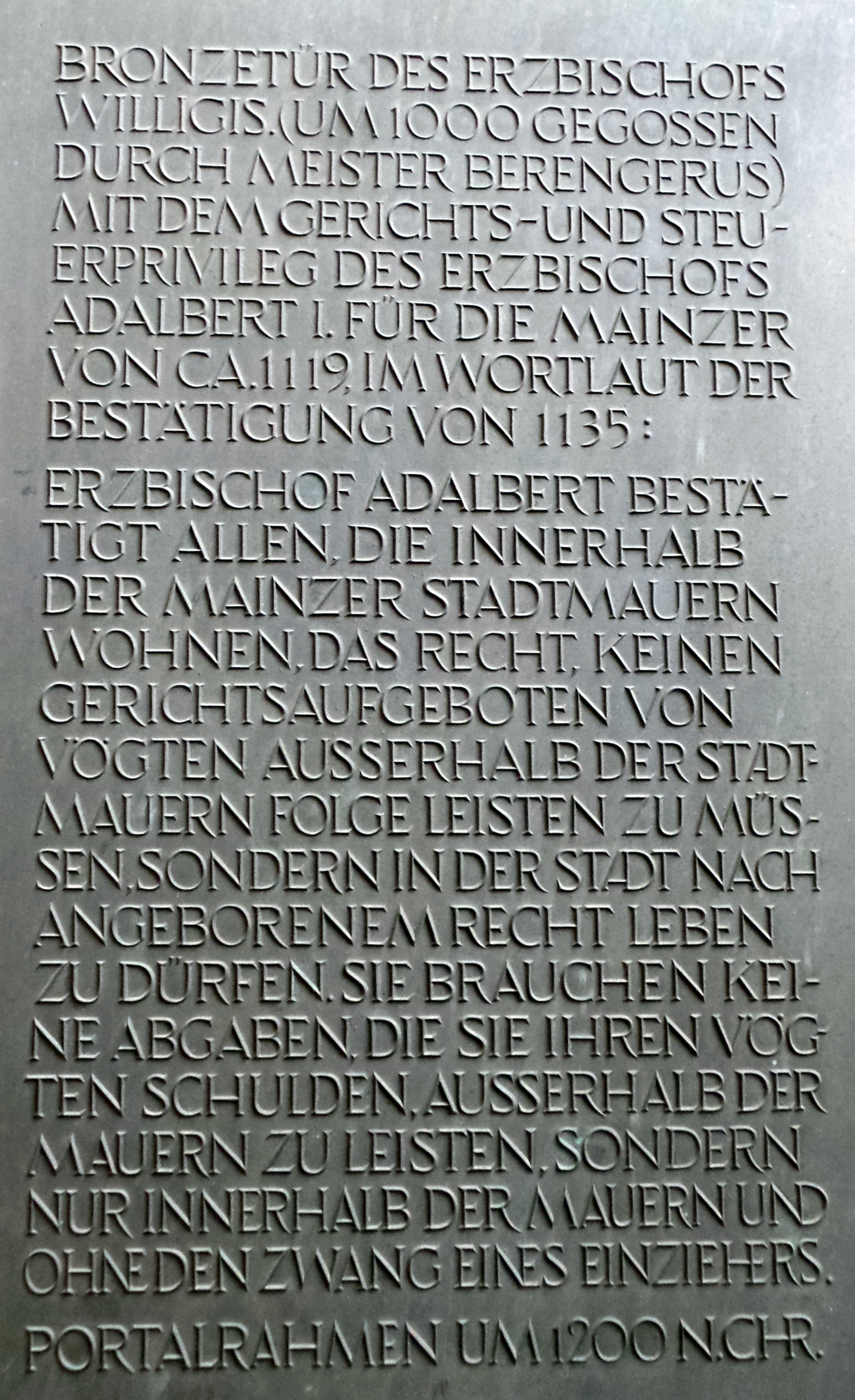
Le privilège judiciaire et fiscal dans le libellé de la confirmation de 1135. Le panneau moderne est placé à côté du portail du marché avec ses portes en bronze sur lesquelles est gravé le privilège de la ville.

L'histoire de Mayence a toujours été largement déterminée par sa fonction de résidence ou de siège cathédrale de son prince-électeur ou de son archevêque. Depuis Mgr. Sidonius (v. 565), mais depuis que le diocèse est était devenu archevêché en 780/82, le propriétaire respectif du pouvoir épiscopal avait plus ou moins exercé le règne de la ville. Au 9e et 10e siècle, les archevêques obtiennent des droits sur le marché, les douanes et les monnaies , commandent les fortifications de la ville, exercent une influence sur le reste de la noblesse et exercent un pouvoir sur les tribunaux. Les archevêques Wilhelm (954-968) et Willigis (975-1011) en sont les représentants. Cependant, l'exercice direct des droits de l'archevêque en tant que comte incombait à l'huissier de justice aristocratique, dont la nomination était surveillée par l'empereur et qui n'apparaît généralement dans les sources de Mayence que sous le nom de Stadtgraf ou Burggraf. Ce comte de ville pourrait devenir un adversaire sérieux d'un archevêque éventuellement faible. Au cours du 12e siècle, cependant, la domination du comte devint de plus en plus faible, en raison du fait que les sites spirituels et leurs installations économiques n'étaient plus sous son contrôle. Cependant, ceux-ci constituaient une partie croissante de la ville. Ainsi l'archevêque a pu consolider de manière significative son règne de ville unique. 
Une grande nuisance pour les citoyens de l'époque étaient les châteaux qui se trouvaient autour de la ville et dont les gouverneurs pouvaient exiger des taxes et des péages routiers de leur part. C'était avant tout les châteaux de Weisenau, Ingelheim (Ingelheimer Kaiserpfalz) et Burg Landskron (Oppenheim). Les efforts des citoyens pour se libérer de ces charges afin de commercer plus librement ont été un facteur décisif sur la voie de la liberté urbaine. Cela était déjà évident dès l'obtention des premiers privilèges de liberté au début du 12e siècle. En 1112, l'archevêque de Mayence, Adalbert Ier de Sarrebruck, s'était disputé avec l'empereur Henri V et fut emprisonné par lui pendant trois ans (vraisemblablement au château fort de Trifels). Lorsque Heinrich V séjourna dans la ville en 1115, les citoyens attaquèrent le palais impérial avec le soutien du comte de la ville et forcèrent la libération de l'archevêque. Adalbert, qui voulait maintenant se libérer d'autres dangers, détruisit par la suite le château construit par les princes opposés à Oppenheim avec l'aide des citoyens et, en reconnaissance de leur soutien, accorda aux citoyens le premier privilège, qui ne peut plus être daté exactement. La seule certitude est que la cérémonie a eu lieu entre 1119 et 1122. En substance, elle contenait le droit de vivre à l'intérieur des murs selon la loi ancestrale et d'y avoir le seul lieu de juridiction. Les citoyens de Mainz n’ont plus désormais à répondre aux gouverneurs étrangers. Adalbert confirma ce privilège en 1135 et le fit graver dans les portes de bronze du Willigis. Les portes forment aujourd'hui le portail du marché de la cathédrale de Mayence où ce privilège peut encore être lu aujourd'hui. Bien que ce privilège soit considéré comme le premier du genre à être attribué aux Mayençais, le règne de l'archevêque de la ville ne le diminua que marginalement. Les citoyens n'ont continué à jouir de la liberté que dans le cadre du pouvoir archiépiscopal. Adalbert savait comment empêcher les citoyens de se voir accorder de tels privilèges par d'autres pouvoirs tels que l'empereur ou le pape. Néanmoins, des documents ultérieurs attestent que, même dans ces conditions limitées, les précurseurs de l'auto-administration bourgeoise émergeaient lentement - probablement d'abord sous la forme de collèges lâches.
Mais leurs privilèges ne doivent pas être préservés trop longtemps. En 1153, Frederick I Barbarossa avait déposé l'archevêque Henry I qui ne l'aimait pas et nommé à sa place Arnold von Selenhofen qui lui était fidèle. Il devait le remercier en l'accompagnant dans ses nombreuses guerres, chacune dévorant d'énormes sommes d'argent. Mais quand Arnold a voulu collecter cet argent par le biais de nouvelles taxes, les citoyens ont refusé en référence au privilège Adalbert. En 1158 et 1159, les citoyens eurent de graves conflits avec l'archevêque impopulaire qui se terminèrent chacun par des déclarations d'expiation par les Mayençais. Arnold leur fit confiance et revint à la ville en 1160, où il fut battu à mort le lendemain, le 24 juin 1160, par des citoyens en colère. L'assassinat d'un évêque cependant était considéré à l'époque comme un sacrilège particulièrement grave de sorte que les citoyens furent d'abord excommuniés, puis bannis par le Pape. En 1163 suivit le châtiment de l'empereur: Frédéric Ier priva la ville de tous les droits et privilèges et il fit également démolir les murs de la ville. En conséquence, Mayence est restée sans défense pendant plusieurs années au milieu du Moyen Âge, une époque riche en faides. La première ville libre n'existait plus.

### Droits de la liberté des villes
Les droits à la liberté urbaine qui se développent au haut Moyen Âge sont souvent résumés sous le terme de ville impériale libre. En fait, ce terme est le résultat d’un flou moderne entre deux concepts différents. À l'origine, une distinction était faite entre ville impériale et ville libre. Les villes impériales étaient celles qui n'étaient pas soumises à un régiment de souveraineté local, mais qui étaient directement subordonnées au pouvoir central - c'est-à-dire à l'empereur. Les villes libres, en revanche, s'étaient libérées de leur (arch-)épiscopat et n'étaient plus obligées de payer des impôts à l'empereur ou d'effectuer leur service militaire (sauf croisades). Les villes libres avaient donc plus de libertés sur le papier que les villes impériales, mais il fallait que ce privilège leur soit confirmé encore et encore. En fin de compte, les privilèges, droits ou devoirs ne déterminaient pas la véritable signification d’une ville dans l’Empire, mais son influence directement revendiquée. Outre Mayence, les villes libres comprenaient Bâle, Strasbourg, Augsbourg, Ratisbonne, Cologne, Worms et Spire. 

### Développement d'une ville libre
Le chemin vers la ville libre a commencé pour Mayence peu après les punitions qui ont suivi l'assassinat de l'évêque. Ce n'était apparemment qu'un exemple de dissuasion et de compréhension à court terme, car l'empereur a rapidement érigé de nouveau les murs et les personnes impliquées dans l'assassinat ont été remises en place par l'empereur dans leurs anciennes positions de pouvoir. Dans les années 1180, l'empereur a même tenu deux Hoftage à Mayence. C'est ainsi que la ville a rapidement recommencé à prospérer, tirée par l'essor général du système municipal au 13e siècle. En 1226, les Mayençais formèrent une première alliance de villes avec les villes de Worms, Spire, Bingen et les villes impériales de Francfort, Gelnhausen, Friedberg et peut-être Oppenheim, mais on ne sait rien sur cette alliance bientôt dissoute par le roi sous la pression des princes.
Dix ans plus tard, en 1236, les citoyens de Mayence reçurent à nouveau quelques privilèges, pour la première fois par l'intermédiaire d'un empereur (Frédéric II) que les archevêques avaient toujours pu empêcher. Frédéric II était venu à Mainz en 1235 pour proclamer le Reichslandfrieden ou paix du pays Mayençais. Les droits conférés par lui à la citoyenneté comprenaient de nouveau le privilège de juridiction et les exemptions fiscales. 

### Le pontificat de Siegfried III de Eppstein

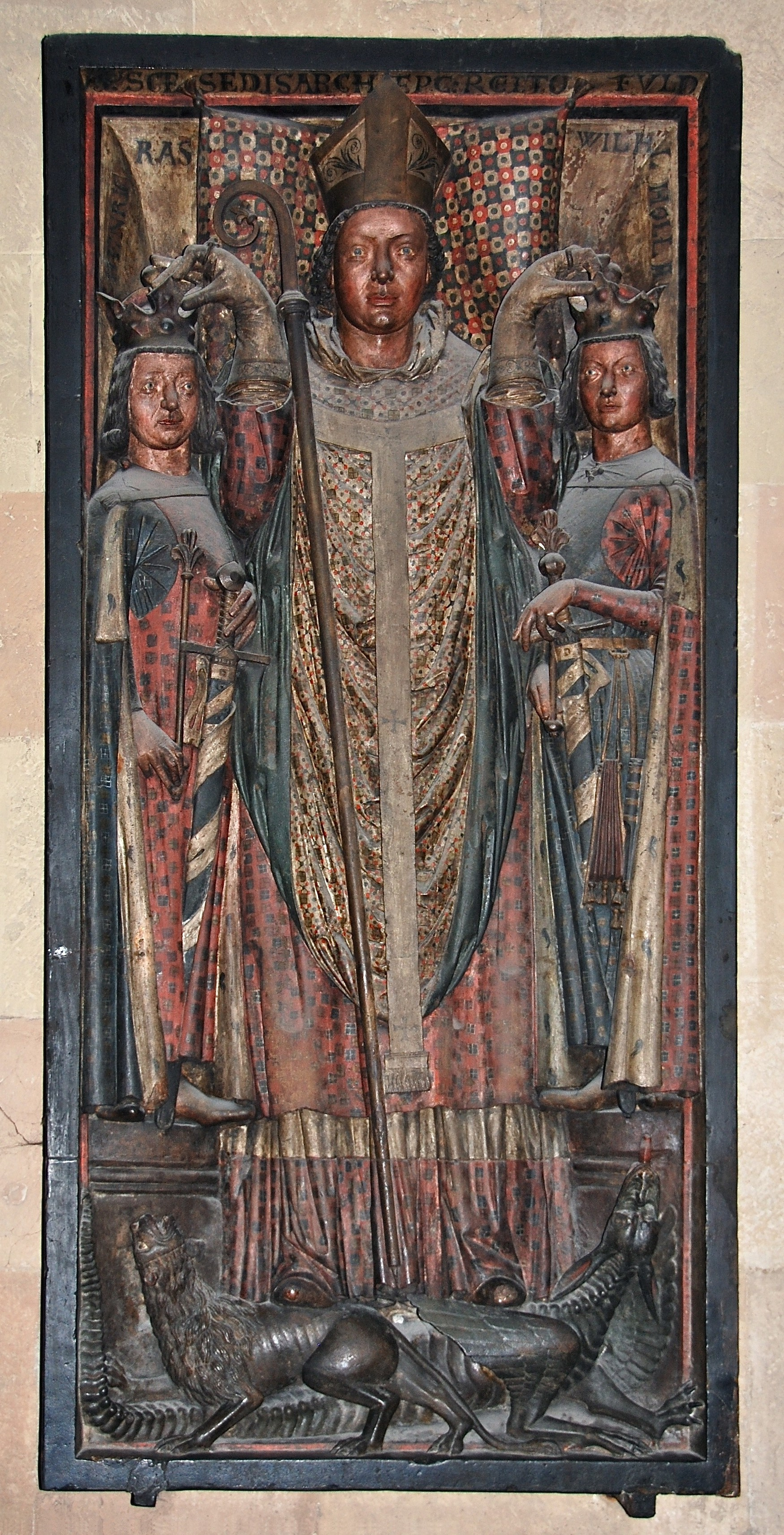
Monument funéraire Mgr Siegfried III de Eppstein dans la cathédrale de Mayence

La querelle qui faisait rage entre le Pape et les Staufer et le mandat de l'archevêque Siegfried III d'Eppstein fut décisive pour la réalisation de la liberté urbaine. En 1237, le prince électeur en fonction depuis 1230, était également devenu un Reichsverweser au nord des Alpes. En 1241 il rejoignit le côté papal après quoi la guerre qui faisait rage depuis 1239 en Italie entre le pape et l'empereur se déroula également dans la Région Rhin-Main. Les Mayençais exploitaient le conflit ne prenannt pas une position claire - bien que tendant au Staufer - et ont courtisé les deux côtés. Avoir une ville fortifiée comme Mayence de son côté était un avantage décisif dans de tels conflits.  Les parties belligérantes ont donc tout mis en œuvre pour préserver la bonne volonté des citoyens et leur ont accordé divers droits tels que par exemple le privilège douanier impérial (en allemand : Reichszollprivilieg) par le roi Conrad IV. Cependant, dans un premier temps, la ville n'a pas donné une déclaration claire pour une partie en raison de la proximité immédiate des combats ce qui aurait mis la ville en danger dans le cas d'une partisanerie. 

### Le privilège de la liberté de 1244
Un tournant dans cette politique n’est apparu qu’en 1243. Le commandant, un Hohenstaufen, de la forteresse Kastel de l'autre côté du Rhin, en face de la ville, a provoqué un climat antistaufiste parmi les citoyens en ignorant le privilège douanier impérial. Les Mayençais ont finalement accepté la perte du privilège douanier impérial et, en 1244, ont pris parti pour le côté papal. Cependant, on ne sait pas à quelle occasion cela s'est produit concrètement, tout comme il n'a pas été possible pour les citoyens d'amener Siegfried III à ses vastes concessions dans ses privilèges de ville. On soupçonne que l'archevêque n'aurait laissé cela se produire qu'en tant que prisonnier des citoyens. Cependant, il n'y a aucune preuve pour le prouver. 
Il est certain que l'archevêque Siegfried III von Eppstein a accordé aux citoyens, le 13 novembre 1244, un vaste privilège de liberté. Ceci a été soutenu par les confirmations du Pape, des archevêques de Cologne et de Trèves, de l'évêque de Spire et de tous les autres alliés. En outre, le chapitre de Mayence s'est engagé à obliger chaque futur archevêque à se conformer aux privilèges.

#### Contenu des privilèges
Le privilège de la liberté allait au-delà de tous les droits et libertés dont jouissaient les citoyens de Mayence auparavant. L'archevêque a confirmé tous les droits antérieurs à un lieu de juridiction dans la ville et diverses exemptions fiscales. En outre, il a créé par l’article 8 un conseil municipal de 24 membres élus par les citoyens. Ce conseil a initialement reçu le droit d'administrer l'hôpital et de supprimer la superstructure non autorisée de la rue qui a fini par devenir une sorte d'autorité de police du bâtiment. De plus, les citoyens n'étaient plus obligés de rendre des services de guerre à l'archevêque en dehors de la ville. Elles ne peuvent plus non plus être utilisées contre leur gré pour financer de telles entreprises. En outre, les privilèges contiennent des dispositions sur l'entraide et la bonne volonté qui mettent les relations entre l'archevêque et les citoyens sur le principe d'égalité. L'archevêque s'engagea à libérer les Mayençais de l'encombrant Kastel et à ne pas construire des installations fortifiées dans un rayon de plus de 7 km autour des limites de la ville. Enfin, il a promis de s'en tenir à la soi-disant «protection des Juifs» (en allemand : Judenschutz); voir Magenza . 
Bien que l'archevêque reste officiellement à la tête de la ville, le conseil indépendant et les droits légaux, économiques et militaires ont fait de Mayence une ville libre qui peut désormais se gérer elle-même à un niveau municipal. 

#### La composition du conseil municipal
Le conseil municipal était un enfant de son temps dans sa composition et sa répartition du pouvoir. Au début, le «patriciat», la classe supérieure urbaine, avait presque exclusivement son mot à dire. Ce n'est qu'en 1332 que les guildes se frayèrent également un chemin dans l'administration de la ville. Cependant, il n'y a jamais eu d'ouverture pour toutes les classes sociales. 

### Les premières années
Les premières années de la Ville libre ont encore été marquées par la guerre de Hohenstaufen. Les Mayençais utilisèrent les batailles avec habileté pour leurs propres fins et détruisirent le Burg Weisenau qui avait toujours été une épine dans le pied des citoyens. Après la destruction de Kastel par Siegfried III en décembre 1244, toutes les fortifications importantes situées dans les environs immédiats de la ville avaient disparu. À partir de 1250, le contre-roi Guillaume de Hollande, qui lutta contre le Staufer, se retira dans la protection des remparts de Mayence et accorda aux citoyens le privilège douanier, le traitement préférentiel devant les cours royales et l'interdiction de construire des fortifications dans un rayon de 30 km autour de la ville, comme Konrad IV le faisait avant lui. En outre, les citoyens ont réussi à étendre leur territoire à certaines parties de la région du Weisenau. 

### Le Rheinische Städtebund
En février 1254, l'incertitude des rapports de force politiques et les conflits mineurs constants sur le territoire du Reich persuadèrent les villes de Mayence et de Worms de former une alliance protectrice. Oppenheim et Bingen ont rapidement rejoint l'alliance. L'objectif était de restaurer la paix publique - dont les villes avaient besoin pour commercer - au Reich en unissant leurs forces. Bientôt, l'alliance locale s'est développée pour devenir une nouvelle association supra-régionale, le Rheinische Städtebund. Ce pacte comprenait finalement plus de 100 villes - et les princes électeurs ecclésiastiques. Selon les sources (pauvres), l'auteur de cet accord politique était le citoyen de Mayence Arnold Walpod (Walpod = messager de la violence, propriétaire de la violence policière). Le Rheinische Städtebund, sur la base de laquelle le Reich aurait pu être réformé, aurait probablement eu une influence décisive sur l'histoire de la ville libre de Mayence, mais après la mort soudaine de Guillaume de Hollande le 28 janvier 1256, le déclin de la Ligue des villes commença bientôt.

### Jusqu'à la fin de l'interrègne 1273
La guerre civile a repris après l'éclatement de la Rheinische Städtebund. La création d'un nouvel ordre de paix était donc l'objectif premier des citoyens et du nouvel archevêque Werner d'Eppstein (de) (1259-1284). C'est ainsi que les villes de Mayence, Worms et Oppenheim ont déjà le 29 juin 1259 rétabli l'ancienne Ligue des villes. Au cours de son long pontificat, l'archevêque Werner s'est efforcé de conclure la paix avec les princes voisins, qui seuls pouvaient garantir une paix régionale durable. C'est dans ce but qu'il s'allia pour la première fois avec le prince électeur du Palatinat, qui était également duc de Bavière, le 21 juin 1264. Cette alliance a été le précurseur des Kurvereine (en résultant plus tard) qui ont été beaucoup plus efficaces parce qu'elles reposaient sur une base plus large. L'alliance de 1264 ne concernait au départ que les possessions du Rhin moyen des princes concernés, de sorte qu'elle n'avait que des effets locaux. Mais déjà en 1265, l'archevêque réussit à convaincre toutes les puissances importantes de la région d'adhérer au traité de paix de la Wetterau. 
Les unions de villes et les ordres de paix territoriaux sont restés importants pour le bas Moyen Âge allemand. Dans une période de domination royale centrale privée de pouvoir par la « Confédération de cum principibus ecclesiasticis »  et les princes territoriaux aspirants, seuls ces accords de protection pouvaient assurer la paix dont les villes en particulier avaient un besoin urgent pour le commerce. 
Mais ces ordres de paix n'avaient qu'une validité régionale. Ce n’est qu’en 1269, à la Diète de Worms, que la paix générale sur terre royale est décidée. Bien que ce nouvel accord de paix ne rayonne pas sur tout le territoire du Reich, il est respecté du moins sur le Rhin. Le roi Richard Cornwall, qui n'avait pratiquement aucune souveraineté, désigna Werner d'Eppstein (de) comme gardien de la nouvelle paix. Son pontificat était déjà éclipsé par les premiers conflits entre le clergé urbain et la bourgeoisie depuis l'octroi de la liberté urbaine. La raison - comme par le passé - de ces différends était que le clergé réclamait la protection des citoyens, mais leur retirait l'accès à la juridiction et aux questions fiscales. En période de liberté urbaine, les citoyens n'étaient apparemment plus disposés à accepter cette inégalité. Ils se sont donc permis d'attaquer les droits et les revendications de l'archevêque et ont refusé d'adhérer au traité de paix de 1269. L'archevêque ne pouvait surmonter ces contrastes que par une habile diplomatie et seulement vers la fin de l'interrègne. La prochaine élection royale après la mort du roi Richard, le 2 avril 1272, réunit une fois pour toutes les citoyens et l'archevêque. Le 5 février 1273, sous la direction des Mayençais, une fédération se forma entre les villes de Wetterau et du Rhin central dont les membres voulaient n'accepter qu'un roi élu à l'unanimité. Mgr Werner confirma alors expressément les droits accordés par Siegfried III aux citoyens le 5 juin 1273. Pour les litiges futurs, la création d'un tribunal arbitral était décidée.

### De la fin de l'interrègne à la controverse épiscopale de 1328
Toutefois, le nouvel accord a été de courte durée. Peu après l'élection du roi le 1er octobre 1273, lorsque le comte Rodolphe Ier de Habsbourg fut élu roi avec le soutien actif de l'archevêque, les anciennes querelles reprirent. Le roi lui-même est ensuite venu à Mayence pour servir de médiateur entre les citoyens et l'archevêque. Il a également confirmé aux Mayençais leurs droits antérieurs. Il a ainsi pu régler le différend, mais la relation entre l'archevêque et les citoyens est restée tendue. 
Ces tensions ont également empêché la conclusion de deux nouveaux traités de paix territoriale. L'archevêque Werner a plutôt lancé une querelle contre les territoires du Rheingau. Ce n'est qu'en 1281, lorsque Werner y a battu ses adversaires, qu'une expiation finale peut être organisée lors d'un Hoftag convoqué par le roi Rudolf à Mayence. Le 14  décembre, une nouvelle paix terrestre a été convoquée à cet endroit.
Mgr Werner von Eppstein a toujours su empêcher le roi d'accorder aux Mayençais de nouveaux privilèges dont le contenu allait au-delà de ceux déjà accordés.  Mais après sa mort le 2 avril 1284, la citoyenneté reçue le 26 juin 1285 en plus du droit déjà acquis de ne pas pouvoir être appelé devant des tribunaux étrangers ainsi que de la dispense de la cour royale. Les plaintes contre les citoyens de Mayence ne pourraient désormais être portées que devant le roi lui-même.

#### Influences de la politique impériale sur la ville
Outre l'influence exercée par la fonction de siège archiépiscopal sur le destin de la ville, la politique du Reich joua un rôle de plus en plus important. Les citoyens de la Ville libre avaient le pouvoir d'intervenir eux-mêmes dans la politique du Reich en prenant position entre l'empereur et l'archevêque, faisant toujours dépendre leur soutien de la bonne volonté des souverains respectifs. Si l'empereur a combattu les électeurs eux-mêmes ou l'archevêque de Mayence concrètement, il lui a été alors utile d'avoir les citoyens de Mayence à ses côtés. Inversement, l’archevêque ne pourrait pas s’opposer à l’empereur sans le soutien de la citoyenneté de sa ville épiscopale. Aussi bien l’empereur que l’archevêque devaient donc être soucieux de ne pas s’opposer aux citoyens de la ville. Afin d'obtenir leur soutien, l'empereur et l'archevêque ont renouvelé à plusieurs reprises les privilèges conférés par leurs prédécesseurs. Ce renouvellement était existentiellement important pour la Ville Libre. Contrairement aux villes impériales, qui étaient subordonnées à l'empereur et avaient donc un mécène en soi pour leurs revendications, les Villes Libres dépendaient de la confirmation continue de leurs droits. 
La citoyenneté prit donc à maintes reprises sa place dans la politique du Reich. Elle devait d'abord la liberté de sa ville en prenant parti pour son archevêque en 1244. Cependant, les influences de la politique impériale sur la ville de 1295-1328 ont été d'une importance particulière. Pendant ce temps, les luttes de pouvoir entre l'empereur et le collège des sept électeurs ont trouvé leur apogée temporaire. 
Après la destitution du roi Adolf von Nassau à l'instigation de l'électeur de Mayence Gerhard II von Eppstein, le collège a élu Albrecht Ier (1298-1308) comme nouveau roi. Cela s'est avéré être un mauvais choix, car Albrecht Ier a bientôt commencé la prétendue guerre électorale. Tout d'abord, il abolit tous les droits de douane introduits depuis 1250 ce qui prive les électeurs rhénans de Mayence, Trèves, Cologne et Rhin d'une partie considérable de leurs revenus. Il les a aussi qualifiées de briseurs de paix terrestre. Lorsque les électeurs ont alors fait campagne contre lui, il les a vaincus lors de la guerre des douanes de 1300-1302. Le roi ne pouvait mener une telle politique qu'avec l'aide des villes rhénanes concernées, dont il recherchait le soutien et qui devinrent ses aides les plus importantes. En 1298, il confirma tous les privilèges royaux aux Mayençais et, le 13 mai 1301, les privilèges archiépiscopaux ce qui était très inhabituel à l'époque. 
En 1306, le pape nomma alors l'évêque de Bâle, Peter von Aspelt , nouvel archevêque de Mayence (1306-1320). Peu après sa nomination, il a confirmé les privilèges de la citoyenneté. Peter von Aspelt s'est rapidement avéré être le choix idéal pour le siège de l'archevêque de Mayence, où il a pu mettre à profit ses grandes compétences politiques. Pendant le pontificat de Peter, Mayence était le point central de la politique impériale allemande. 
En 1317, Ludwig der Bayer, poussé par Pierre en 1314 avec l'appui des citoyens lors de son élection comme nouveau roi, publia un traité de paix de sept ans qui visait avant tout à assurer le commerce alimentaire dont les villes avaient un besoin urgent après de mauvaises récoltes et les famines. Cependant, la paix dans le pays est redevenue fragile lorsque, à partir de 1318, les récoltes ont été meilleures. Le système des douanes a repris et Ludwig a rapidement décidé de ne pas agir. 
Après la mort de Peter von Aspelt le 5 juin 1320, le moine bénédictin Matthias de Bucheck (de) fut nommé archevêque après un an de vacance à la Sedis. Contrairement à son prédécesseur, il était plus réservé en matière de politique du Reich, mais - comme beaucoup de ses prédécesseurs - il a mené une lutte acharnée contre le Landgraviat de Hesse. Pour cela, il devait s'assurer du soutien des citoyens. Cependant, puisqu'il souhaitait auparavant utiliser pour les taxes et droits de douane, la relation était très mauvaise. Pour changer cela, il a dû accorder aux citoyens des privilèges plus étendus. Le 25 février et le 11 mars 1325, il s'engageait à cesser d'imposer l'interdit sur les questions financières, à cesser de protéger les ennemis de la ville à l'extérieur et à suspendre l'immunité des membres du clergé en matière de troubles nocturnes. Il a également confirmé toutes les libertés précédentes. Le chapitre de la cathédrale de Mayence, de plus en plus puissant, protesta contre ce privilège progressiste et s'opposa dès lors de plus en plus à la bourgeoisie. Pour son élévation à l'archevêque Matthias von Buchegg a dû verser une somme énorme au pape à Avignon et était donc en constante difficulté financière. Pour pouvoir prélever une taxe spéciale auprès du clergé, il lui fallait l'approbation du chapitre de la cathédrale qui, en retour, lui arrachait un privilège incompatible avec les libertés des citoyens. En 1326, l'archevêque a également confirmé un statut selon lequel seuls les aristocrates pouvaient être inclus dans le chapitre. Cela a approfondi les fossés entre le chapitre et les citoyens. Dans ces conflits, l'archevêque a adopté une attitude réservée et inconstante. Il n'a donc jamais pu stabiliser les conditions dans la ville. Les conflits qui éclatèrent à plusieurs reprises jusqu'en 1462 jouèrent également un rôle important dans le déclin de la Ville libre.

### Le conflit diocésain à Mayence
Le temps qui s'est écoulé depuis le prétendu conflit du diocèse de Mayence n'est historiquement pas encore décrit de manière concluante. Cela s'explique par la mauvaise situation des sources, principalement due aux troubles du fief du monastère de Mayence. Cela s'explique par la faible situation des sources, principalement due aux troubles du Conflit ecclésiastique de Mayence.
Après la mort de l'archevêque Matthias von Buchegg, le 9 septembre 1328, la succession au plus important siège épiscopal de l'empire suscita de vives disputes. Non seulement le pape, l'empereur et le chapitre de la cathédrale étaient impliqués, mais aussi les citoyens de Mayence. Le Pape avait nommé Henri III de Virnebourg comme nouvel archevêque, tandis que le chapitre de la cathédrale avait choisi l'archevêque de Trèves Baudouin de Luxembourg. Comme aucune des deux parties ne voulait céder, il existait désormais un schisme qui devait durer plusieurs années. Il a divisé la citoyenneté et le clergé en deux camps. En 1329, après une phase de neutralité, le conseil municipal de Mayence se prononce en faveur du candidat pontifical. Toutefois, cela ne signifie pas que toutes les couches de la population étaient d'accord avec cette décision. Comme décrit précédemment, le conseil municipal était complètement occupé par des citoyens de la classe supérieure. Ceux-ci étaient opposés au chapitre de la cathédrale et à son candidat, ne serait-ce que parce que le chapitre de la cathédrale avait tenté à plusieurs reprises de limiter les privilèges conférés aux citoyens.

#### La relation difficile entre citoyenneté et clergé
Le contraste entre une grande partie des citoyens et le chapitre s'est rapidement transformé en confrontation ouverte. Après que les troupes de l'archevêque de Trèves eurent pris position autour de la ville, ses disciples furent expulsés de la ville. Les citoyens ont également utilisé le rassemblement comme prétexte pour occuper les stifts autour de la ville, dont les privilèges étaient une épine dans leur pied. Il y a eu des attaques contre des édifices religieux et des expulsions du clergé. La ville devint alors soumise à l'interdit; l'empereur Ludwig de Bavière a également imposé le Reichsacht.

#### Le conseil est élargi
Bien que le Conseil ait réussi à négocier une expiation, cela lui coûta beaucoup d’argent, que les citoyens devaient récupérer par le biais de taxes. Cela a nécessité des consultations auxquelles le conseil municipal a dû faire participer un comité composé de 22 personnes de la municipalité. Celui-ci n'était pas composé de représentants du patriciat, mais principalement d'associations coopératives et d'autres groupes organisés de la population ordinaire. Ce nouvel organe a finalement obtenu le statut d'une sorte de gouvernement secondaire, qui exigeait d'avoir son mot à dire dans toutes les décisions importantes du conseil municipal et de faire respecter ce droit contre toute résistance de la bourgeoisie établie de longue date. Après des années d'affrontements, un accord fut conclu en 1333, après quoi le conseil fut doublé à 58 membres. Une moitié constituait la classe supérieure comme avant, l'autre moitié était maintenant occupée par des membres des guildes. Tandis que les membres de la classe supérieure appartenaient au conseil à vie, les représentants des guildes étaient nouvellement élus chaque année, mais une réélection était permise. Toutefois, même après ce compromis, le Conseil n'a pas formé une unité.

#### La fin du schisme
Ce n'est qu'en 1337, après que Balduin de Luxembourg eut renoncé à la présidence du diocèse de Mayence, que l'on put surmonter le schisme qui avait déterminé le conflit dans le diocèse de Mayence. Cette démission de son candidat ne s'est pas faite au détriment du chapitre de la cathédrale de Mayence, qui pouvait désormais réclamer de Heinrich von Virneburg, par capitulation électorale, des privilèges étendus pour son soutien. Le plus important de ces privilèges est qu'à partir de ce moment, le chapitre de la cathédrale avait le droit de nommer le trésorier de la ville. Le trésorier de la ville était à l'époque le bureau le plus important de la ville et jusqu'à la chute de la souveraineté de la ville électorale en 1799 toujours un capitulaire de la cathédrale. En outre, le chapitre a pu garder l'influence que les citoyens ne puissent jouir que des privilèges qui leur avaient été accordés jadis avec son consentement. De cette manière, les capitulaires ont renforcé leur influence sur le pouvoir de la ville. Les efforts de la ville pour étendre son autonomie sont toutefois entravés de manière décisive à partir de ce moment.

### La fin des privilèges de la liberté
Le chemin vers la fin de la liberté urbaine est une évolution progressive dont plusieurs facteurs sont responsables. Il était essentiel que les citoyens ne puissent finalement pas vaincre le clergé dirigé par l'archevêque. Le chapitre de la cathédrale de Mayence, en particulier, voyait le développement d'une autonomie progressive des citoyens par le biais de privilèges accordés avec rejet et tentait encore et encore de saper les aspirations des citoyens à la liberté, tandis que les citoyens se sentaient obligés de défendre les libertés qui leur étaient accordées de manière constante et agressive.
En outre, – après une longue période de stabilité – au début du 15e siècle, les tensions internes entre les citoyens et le conseil municipal, notamment entre les guildes et leurs représentants, ont commencé à se reproduire. L’évaluation exacte des groupes individuels, en particulier des familles de patriciens, n’est pas possible selon l’état actuel des recherches. Seules des histoires de famille comme celle de Johannes Gutenberg (Johannes Gensfleisch zur Lade) ont fait l'objet de recherches plus approfondies.
Il est clair qu'après un prélude inconnu au début de 1411, il y avait un conflit dans lequel certains membres des guildes étaient opposés aux représentants de leur propre conseil, qu'ils considéraient comme étant insuffisamment représentés. Apparemment, leur conseil avait pris des traits oligarchiques. Comme au 14e siècle, l'opposition forme un comité de 18 membres qui demande le contrôle et la codétermination de la gestion budgétaire de la ville. En dépit de plusieurs concessions, telles que le droit des guildes à l'information et la codétermination au comité des 18, le conflit continua de faiblir jusqu'à l'accord conclu en août 1411. Cet accord donnait aux guildes une plus grande marge de manœuvre pour déposer des plaintes contre les patriciens auprès du conseil municipal ce que les guildes ont souvent réalisé par la suite. Il arrivait assez souvent que des familles patriciennes quittent la ville pour s'installer à Francfort ou à Worms.
La paralysie des tâches administratives causée par le désaccord entre le conseil municipal et les guildes ainsi que les problèmes économiques croissants ont conduit à des déficits croissants dans le trésor de la ville, c'est pourquoi, en 1428/29, un comité de 10 membres des guildes a exigé le pouvoir de disposer des finances pendant dix ans. Le comité s’est mis d’accord sur des hausses d’impôts négociées avec le Conseil pendant des mois, y compris la médiation de citoyens étrangers (dont la plupart étaient des créanciers urbains). Finalement, le conseil a été dissout et remplacé par un nouveau conseil de 35 membres qui a supprimé les distinctions entre patriciens et guildes. Désormais, seuls sept représentants du conseil venaient du patriciat, mais ils continuaient d'occuper des postes influents.  
Mais un an plus tard, le 28 mars 1430, la constitution du Conseil a de nouveau été modifiée. Après la modification, le conseil comptait désormais 36 membres et le patriciat conservait les anciens privilèges. Les problèmes financiers urgents n’ont bien sûr pas été résolus par ces modifications de l’organisation du Conseil. En 1435, la participation du clergé aux tâches de la ville échoue finalement avec le Pfaffenrachtung. Malgré une situation financière de plus en plus difficile, la ville acheta en 1436 la ville de Vilzbach stratégiquement importante ce qui déchira d'autres trous dans le trésor de la ville. Les paiements de la dette et des intérêts ont été principalement financés par de nouveaux emprunts auprès de Francfort, Worms et Spire. En 1437, les émissaires de ces villes présentèrent un avis sur la situation financière de la part du conseil municipal de Mayence qui rendit clair le désastre. Le patriciat voyait maintenant sa chance d'inverser les modifications désagréables de la Constitution du Conseil du 1429/30. Après de longues négociations, ils se sont mis d'accord sur une nouvelle constitution du conseil qui prévoyait un conseil de 28 membres composé pour moitié de patriciens. Cependant, ce conseil n'a pu maintenir la ville à flot qu'avec de nouveaux emprunts auprès de Francfort. En 1444, la situation était devenue tellement catastrophique que le Conseil fut obligé de discuter des problèmes financiers sur une base plus large. Les anciens adversaires du patriciat ont vu leur chance de repousser à nouveau l'influence des familles. Ils les ont accusés de graves échecs en matière de politique fiscale. Cependant, les émissaires des villes de Francfort, Worms et Spire, qui étaient impliqués en tant que médiateurs, étaient intéressés par un règlement rapide du conflit en raison de leurs immenses exigences envers la ville et ses citoyens. Ils ont finalement soutenu la demande de démission du conseil municipal.  Le conseil a abdiqué et a été remplacé par un nouveau conseil de 29 membres qui ne compte plus de représentants du patriciat. Beaucoup d'entre eux ont ensuite déménagé à Francfort.
Cependant, les problèmes financiers se sont avérés insolubles. Après tout, on offrait pour un prêt de 60 000 florins la totalité de Mayence en gage. La citoyenneté n'était plus en mesure de jouer un rôle puissant dans les événements à venir.

#### Conflit ecclésiastique de Mayence
La fin définitive de la liberté urbaine fut alors scellée par soi-disant Conflit ecclésiastique de Mayence. Ce différend entre l'archevêque Diether von Isenburg, élu mais non confirmé, et Adolf II de Nassau, qui voulait à son tour revendiquer le trône de l'archevêque de Mayence, commença en 1461 et prit fin le 28 octobre 1462. Dans la matinée de ce jour-là, 500 soldats d'Adolf II escaladèrent le mur de la ville près du Gautor sous la protection de la fin de la nuit. Les citoyens, qui avaient auparavant pris parti pour Diether von Isenburg, venaient de négliger ce point des murs de la ville à cause de leur prétendue insurmontabilité. Mais il est également possible que des citoyens de Mayence soient venus en aide aux envahisseurs. En tout cas, selon une chronique de Mayence de 1600, Adolf II était étonnamment bien informé des circonstances et des événements de la ville. Après l'invasion de l'armée d'Adolf et de ses alliés, une bataille de rue de plusieurs heures a eu lieu qui s'est terminée victorieusement pour Adolf II. C'est pourquoi il ordonna au conseil municipal et à tous les citoyens masculins de se présenter le 30 octobre 1462 au Dietmarkt - l'actuelle Schillerplatz. Mais au lieu de faire prêter aux citoyens masculins le serment d'allégeance qu'ils attendaient, Adolf II les expulsa presque tous de la ville. En outre, tous les privilèges de la citoyenneté lui ont été remis qui ont été levés à partir de ce moment. 

### Après la fin de laVille libre
La perte des privilèges de la liberté a dégradé Mayence en une «Pfaffenstadt» (en français : « ville des curetons ») pure, dans laquelle seul l'archevêque avait désormais la parole. Incorporée à l'archidiocèse, elle a perdu de son importance et les citoyens leur influence politique. En outre, le nouvel archevêque Adolf II von Nassau a humilié les citoyens au-delà du jour de leur défaite. En 1463, près de 400 citoyens ont été expulsés. Jusqu'en 1469, les citoyens restants vivaient pratiquement sans aucun droit dans la ville. Le but de l'archevêque était de briser l'ancienne bourgeoisie sûre d'elle, ce qu'il a réussi à faire. Ainsi, il pourrait à nouveau autoriser des garanties juridiques à partir de 1468. Les guildes étaient maintenant appelées «ordres» interdits à toute activité politique.  Il s'est engagé à protéger les organes municipaux survivants mais démunis contre les représailles. Cependant, les citoyens n’ont plus droit à un droit à l’autodétermination. Cependant, ces privilèges ne s'appliquaient qu'aux citoyens qui avaient rendu hommage à l'archevêque et au chapitre de Mayence. Le chapitre de la cathédrale acquit ainsi un grand pouvoir sur la ville qui atteignit son apogée après la mort de l'archevêque en 1475. Diether von Isenburg a été élu archevêque d'Isenburg mais il a dû donner le pouvoir sur la ville au chapitre en remerciement. Cependant, lorsque les citoyens réalisèrent qu'ils avaient été abandonnés par l'archevêque qu'ils avaient soutenus à l'époque du Conflit ecclésiastique de Mayence, un soulèvement se déclara en août 1476 dans le but de restaurer la liberté urbaine. Cependant, cette tentative échoua à cause de la résistance de l'archevêque, mais mit fin au moins à la courte phase du règne de la ville du chapitre de la cathédrale. Dix ans plus tard, le 2 mai 1486, le roi Maximilien Ier confirma dans un document que la ville de Mayence serait désormais subordonnée à l'archevêque de Mayence comme ville de campagne électorale. Il en resta ainsi jusqu'à la fin du Saint Empire romain germanique en 1806.

## Aspects

### Centre spirituel
Bien que la ville de Mayence soit devenue une ville libre à partir de 1244 grâce au privilège accordé par l'archevêque Siegfried III, elle demeure une métropole ecclésiastique et le centre de la juridiction spirituelle de l'archevêque. En outre, des synodes diocésains et provinciaux y ont eu lieu, avec lesquels l'archevêque a dirigé l'archidiocèse et coordonné l'organisation de la plus grande province ecclésiastique de l'autre côté des Alpes. 
En ce sens, point central des événements ecclésiastiques, le nombre de bureaux dans la ville a augmenté, en particulier aux 13e et 14e siècles. Après tout, presque toutes les formes de vie religieuse du haut Moyen Âge, y compris l'Ordre de chevalerie, ont été établies dans la ville.
Les monastères avec leurs bibliothèques et leurs écoles apportaient à la ville une riche culture spirituelle, ce qui rendait intéressant pour les artistes étrangers de venir à Mainz. À partir de 1312, par exemple, Heinrich von Meißen, connu sous le nom de Frauenlob, l'un des ménestrels les plus importants, s'établit dans la ville. Pour cette culture et cette éducation, les nombreuses paroisses, Stifte de la ville et surtout l'école de la cathédrale étaient responsables. Le bureau de Scholaster était à côté de celui du chantre, du curateur, du doyen et du prévôt, le bureau le plus important du chapitre de la cathétrale.
Le bureau de Scholaster était le bureau le plus important du chapitre de la cathétrale, avec celui du chantre, du curateur, du doyen et du prévôt. Plusieurs archevêques de Mayence avaient été écolâtre auparavant. Pendant la période en tant que ville libre et au siècle suivant, il n'y avait pas d'école laïque à Mayence en raison de cette large offre. L'éducation était toujours entre des mains spirituelles.
De plus, les paroisses et les monastères étaient également responsables de la pastorale. Chacune des cinq premières paroisses ( St. Quintin , St. Emmeran , Udenmünster, St. Ignaz et St. Christoph ), la paroisse de la cathédrale (avec leurs pins voisins Liebfrauen , St. Johann et St. Moritz), les autres monastères ( St. Stephen et Saint-Pierre ) ainsi que certains monastères, qui entretenaient également des districts paroissiaux, avaient une zone indépendante et immunitaire (Muntat) ou appartenaient à une telle zone. De cette façon, une partie importante du terrain de la ville était en possession de l'église et donc complètement hors du contrôle des citoyens. Cependant, comme les citoyens étaient également responsables de la protection des biens spirituels, de tels privilèges entraînaient souvent de fortes tensions avec le clergé, avec l'archevêque à la tête.

### Juridiction et administration

#### Juridiction spirituelle
Les juges de l'époque n'étaient pas seulement responsables de la juridiction, mais exerçaient également des tâches administratives, ce qui les distinguait du concept judiciaire actuel. 
Le niveau inférieur de la juridiction spirituelle était exercé par l' archipresbytre (précurseur du "doyen" d'aujourd'hui) de la ville. Il s'est prononcé sur les litiges matrimoniaux, les délits ecclésiastiques et moraux, mais aussi sur les testaments et autres domaines du droit qui relèvent aujourd'hui du droit privé. Les nobles et les ministériels, ainsi que d'autres groupes spécifiques, ont été privés de son accès.
La Cour spirituelle suprême de la ville et du diocèse était formée de deux juges nommés par l'archevêque et à qui une chancellerie avait été assignée pour les soutenir et qui, comme l'archipresbyter, provenaient toujours du chapitre de la cathédrale. Ces juges étaient responsables de toutes les personnes soumises au droit canonique et servaient également de cours d'appel pour les tribunaux spirituels des diocèses suffragants. À l'époque de la Ville libre, la province ecclésiastique de Mayence comptait 14 diocèses suffragants, y compris (jusqu'en 1344) Prague. Les juges de la Cour suprême avaient donc un pouvoir extraordinaire. Ils n'étaient subordonnés qu'au Pape et à l'Archevêque. 

#### Juridiction séculière

##### La Cour séculière de l'Archevêque
Le fait que le pouvoir de l'archevêque sur la ville n'ait pas complètement disparu après le privilège de liberté de 1244 peut être mieux vu dans l'exemple de la juridiction laïque. Ce tribunal municipal, qui avait remplacé l’ancien tribunal du Burggraf, a été appelé à la fin du 13e siècle «Weltliches Gericht» (en français : « tribunal laïque »). Il était occupé par le trésorier qui assurait la présidence, le Schultheiss en tant que représentant du trésorier et quatre juges. Il s'agissait tous de fonctionnaires qui étaient chargés de la juridiction (juges), en partie aussi de l'administration (Walpode, maîtres monnayeurs, percepteurs des impôts et maîtres du marché) ou des deux (comme dans le cas du trésorier et de l'écoutète) et qui étaient encore nommés par l'archevêque dont ils étaient le ministre. De 1355 jusqu'à la fin de l'électorat, le trésorier, qui a occupé la plus haute fonction de la ville, a toujours été un capitulaire cathédrale dans la ville.
Cette cour séculière de l'archevêque se réunissait dans le palais de l'archevêque (aujourd'hui «Höfchen»). Les prêtres, leurs serviteurs et les bénéficiaires des services des ministres de l'archiépiscopal ou d'autres ministres étaient exclus de sa juridiction. Ceux-ci avaient leur propre lieu de juridiction devant l'archevêque ou son représentant. La libération du clergé de la cour laïque était considérée comme un privilège, autour duquel les conflits entre les citoyens et les clercs s'enflammaient encore et encore.
Outre les affaires pénales, le tribunal a statué sur le Blutbann (sur laquelle il avait le droit exclusif) également dans les litiges civils tels que l'achat, l'échange, la donation, le transfert testamentaire de la propriété, etc. Outre le tribunal, les ministres archiépiscopaux ont également exercé diverses fonctions de supervision et de justice, telles que la supervision du trafic des marchandises, la supervision de l'étalonnage et les contrôles des denrées alimentaires.

##### La juridiction des maires
La compétence du conseil municipal découle de la forte position des maires après la réforme du conseil municipal. La base de l'implication des maires en tant que force de police était avant tout l'exigence de paix enregistrée en 1300 qui fut révisée ou remaniée dans les années 1317, 1335, 1352, 1437. Le commandement de paix devait être invoqué par tous les citoyens qui formaient ainsi une confédération. Elle interdit le port d'armes, le regroupement, la collaboration avec des ennemis étrangers de la ville, la détention d'une troupe armée privée et l'homicide involontaire, les blessures, la rébellion et les disputes violentes ou verbales (par exemple les insultes) en public. Les maires ont pu intervenir contre toute violation du commandement de paix et juger le coupable lors d'une séance judiciaire avec la participation de quatre conseillers municipaux. Étant donné que la peine de mort et les châtiments corporels sévères ont été infligés en tant que peines de sang dans les tribunaux laïques, des amendes ont généralement été infligées. 
Entre la cour laïque et la juridiction du conseil municipal, il a souvent été question de conflits de juridiction graves.  En 1366, la cour du maire fut officiellement reconnue par l'archevêque Gerlach de Nassau et en 1378, la ville se vit accorder un privilège par l'empereur Charles IV avec l'aide duquel il fut possible d'étendre considérablement sa juridiction en matière judiciaire et fiscale. Cependant, son successeur, le roi Wenzel , accorda également à l'archevêque et au clergé un privilège selon lequel leurs droits ne pourraient être enfreints par les privilèges de la ville. Les deux parties se sont ensuite disputées les compétences en pouvant utiliser les privilèges qui leur ont été accordés sur le terrain. Le clergé, qui s'est réparti sur les différents enclos, a ainsi formé ce qu'on appelle souvent des unions afin de mieux survivre contre les citoyens. Les seules exceptions étaient les ordres mendiants qui étaient plutôt du côté des citoyens et les soutenant - comme dans le cas de l'interdit de 1382. Presque tous les conflits reposaient plus ou moins sur des questions fiscales, c'est-à-dire sur la question de savoir qui avait droit à quel argent. Les conflits ont pris fin en 1435 avec la soi-disant Pfaffenrachtung dans laquelle les relations entre la ville et le clergé étaient fondamentalement réglementées. La ville a dû céder sur des points essentiels. Malgré les difficultés financières de la ville, qui se sont aggravées par la suite, le clergé ne pouvait plus être persuadé de trouver un nouveau compromis jusqu'à ce que la question de la juridiction expire après la fin de la liberté urbaine en 1462.

#### Le conseil municipal: Organe administratif municipal
Outre le clergé et la cour laïque, la sphère étatique, encore dominée par l'archevêque, était en quelque sorte dominée par le conseil municipal, qui était généralement indépendant de celui-ci et représentait l'élément municipal de l'administration. Dès les années 1290, les efforts pour atteindre une indépendance toujours plus grande vis-à-vis des responsables de l'archevêché conduisirent à la création d'un bureau de maire. Au fil du temps, il y avait quatre Bürgermeister dotés de pouvoirs étendus. Outre les tâches policières et judiciaires déjà décrites, ils étaient chargés de la représentation politique de la ville vers l'extérieur, du commandement suprême de l'ordre public, de la perception d'un impôt sur la propriété civile (Schatzung), du soin de la propreté des rues et du contrôle du secteur de la construction. Les responsabilités du conseil municipal se sont donc étendues à des zones qui font encore aujourd'hui davantage partie de l'autonomie locale. Afin d'éviter les abus de pouvoir, les postes individuels ont été comblés collégialement et annuellement. 
Grâce à leur position forte, les maires ont réussi à éclipser les hauts fonctionnaires de l'archevêque qui étaient également puissants au sein du Conseil. À partir de 1332, le transfert de bureaucrates à la place de leurs prédécesseurs décédés est totalement exclu. Cependant, contrairement aux autres villes libres, les maires de Mayence n’ont jamais réussi à remplacer complètement les organes de la sphère de pouvoir de l’archevêque par des pouvoirs municipaux. Une partie de la violence a toujours été avec l'archevêque et ses ministres, jusqu'à ce qu'il reprenne le plein pouvoir après 1462.

### Économie et commerce

#### Le développement dans les 100 premières années de laStadtfreiheit
L'importance décisive pour le développement de la ville et l'importance de l'époque en tant que ville libre dans l'histoire de la ville est la forte reprise économique qui s'était installée à cette époque. Ce boom a favorisé l’émergence de bâtiments laïques dans le nouveau style gothique, a enrichi les églises par des dons et a entraîné une forte croissance démographique. En 1300, la ville comptait 24 000 habitants, soit plus du double de 1180.
L'essor a favorisé avant tout le patriciat, la haute bourgeoisie aristocratique de la ville. Ils ont acquis de riches terres à l'intérieur et autour de la ville, parfois même dans d'autres villes. Les liens matrimoniaux, les successions ou les succès économiques ont permis à des couches inférieures d'accéder à cette classe dirigeante. Ce n'est qu'au 14e siècle, lorsque les structures sociales ont été cimentées par le Zunftwesen et l'aristocratie croissante, qu'une ascension ne peut plus être facilement atteinte par l'accumulation de richesses. 
Les principales marchandises commerciales se trouvaient du côté exportateur du vin (→ viticulture à Mayence), des céréales de l’arrière-pays de Mayence et des tissus. Toutefois, les exportations n’ont joué qu’un rôle mineur dans le commerce. En raison de la richesse de ses citoyens, Mayence était devenue une ville de consommation plutôt que de production. L'importation de produits de luxe de toutes sortes était donc beaucoup plus importante pour les marchés de Mayence. Les marchands du commerce de longue distance, qui étaient basés à Mayence, gagnaient à nouveau de l'argent grâce à cette importation. Des affaires ont été conclues avec des fabricants de tissus néerlandais, des lieux d’exposition de Flandre, de Brabant et la Champagne, ainsi qu'avec les villes de Cologne, Paris et Venise. Mais bien plus important que ces transactions à longue distance, c'est le commerce que les commerçants de Mayence effectuaient dans les environs immédiats, à savoir à la foire de Francfort. Cette foire leur a permis d'acheter les produits les plus recherchés directement dans le quartier. 
Une autre possibilité de fournir des biens était l’exploitation du trafic de transit de marchandises à travers l’habitude de l’empilement qui pouvait être concédé en tant que Droit d'étape (en allemand : Stapelrecht) par l’empereur. L'habitude de l'empilement signifiait que les bateliers qui devaient accoster dans le port de Mayence à cause des droits de douane devaient offrir leurs marchandises à la vente aux citoyens pendant trois jours. Le grand magasin «Am Brand», mentionné pour la première fois en 1311, a été construit pour ce commerce. Après sa démolition partielle au 19e siècle et sa destruction complète pendant la Seconde Guerre mondiale, il existe encore aujourd'hui en tant que complexe immobilier moderne. 

#### Le développement jusqu'à la fin de la liberté de la ville en 1462
La reprise économique ainsi que le Stapelrecht et la richesse des citoyens ont fait de Mayence, à cette époque, avec Cologne, l'un des centres commerciaux les plus importants du Saint Empire. Comme en politique, cependant, dans la seconde moitié du 14e siècle, un lent déclin de l'économie s'est amorcé.
Dans la première moitié de ce siècle, rien n'a été ressenti. Il y avait 58 corporations de guildes et d'artisanat dans la ville. Les principaux métiers étaient le transport (fluvial et routier), la viticulture et l'agriculture, la métallurgie, la confection de tissus, le commerce du cuir et de la fourrure, les pêcheurs, les tailleurs de pierre et les couvreurs.
Mais avec la modification des itinéraires des marchandises à partir des années 1320 et le renforcement de la ville de Francfort et de son industrie des foires (Dont Mayence avait pu profiter dans un premier temps grâce à sa fonction de stockage provisoire), les signes d'une période économique encore plus difficile s'annonçaient. Cependant, au fond, il n'est pas possible de parler d'une cause particulière qui a finalement conduit au déclin de la ville libre en tant que site économique. Il s’agit plutôt d’une interaction de plusieurs facteurs. D'une part, les énormes indemnités versées après le conflit diocésain de 1328, les épidémies des années 1360 qui ont décimé la population, les affrontements entre le conseil municipal et les corporations. De plus en plus de revenus devaient être générés par des emprunts ce qui rendait la ville encore plus dépendante des créanciers. La tentative de résoudre la crise financière avec les revendications plus fortes des familles riches n'a fait qu'accélérer leur émigration de la ville, principalement vers Francfort.
Pour les dettes de la ville, cependant, les citoyens ont été rendus responsables à l'étranger. Cela signifie que les commerçants de Mayence qui participaient aux foires commerciales étaient menacés de confiscation de leurs marchandises pour couvrir les dettes de la ville. Cela entravait de plus en plus les échanges commerciaux, ce qui alourdissait encore les finances de la ville. Après tout, les trois quarts des revenus de la ville devaient être utilisés pour payer des intérêts. En 1437 et 1444, la ville était donc insolvable.
En 1444, la ville s'était endettée auprès des habitants de presque toutes les grandes villes des environs, en particulier la ville de Francfort, où vivaient de nombreux anciens habitants de Mayence. Avec la conquête de la ville en 1462, toutes ces dettes furent perdues. La fin de la ville libre a été donc aussi un coup dur pour les villes qui les entourent.

### Développement de la population
Les autres aspects étaient similaires aux développements politiques, historiques et économiques. Bien qu'il y ait eu une augmentation continue dans les années qui ont suivi 1244, un déclin s'est généralement amorcé au XIVe siècle. Au début du 14e siècle, la ville a compté avec de 20 000 habitants dans l'une des rares grandes villes du Rhin. La montée de la peste en Europe dans la seconde moitié du XIVe siècle a entraîné un déclin dramatique qui n'a pu être compensé par l'immigration au début du XVe siècle. Ainsi, en 1463, après le conflit ecclésiastique de Mayence, la ville n'était qu'une ville de taille moyenne, certaines sources ne comptant même que 6 000 habitants. (→ voir article principal: Évolution de la population de Mayence (de))